# فرودگاه شهرستان کلریان
فرودگاه کلریان کانتی (به انگلیسی: Clarion County Airport) یک فرودگاه همگانی بهره‌برداری هوایی است که یک باند فرود آسفالت دارد و طول باند آن ۱۵۲۵ متر است. این فرودگاه در کشور ایالات متحده آمریکا قرار دارد و در ارتفاع ۴۴۴ متری از سطح دریا واقع شده‌است.